# The Alan Parsons Project
The Alan Parsons Project là ban nhạc rock người Anh hoạt động trong thập niên 1970–1990 bao gồm nhiều thành viên, trong đó có hai nghệ sĩ chủ chốt là Alan Parsons (nhà sản xuất, kỹ thuật viên âm thanh, nhạc công, nhạc sĩ sáng tác) và Eric Woolfson (ca sĩ, nghệ sĩ piano). Danh sách những nghệ sĩ thường xuyên cộng tác với họ có nghệ sĩ guitar Ian Bairnson, nhạc trưởng Andrew Powell, ca sĩ và tay bass David Paton, tay trống Stuart Elliott, cùng các ca sĩ Lenny Zakatek và Chris Rainbow. Hầu hết các sáng tác đều ghi chung dưới tên Parsons và Woolfson, và Parsons là nhà sản xuất hoặc đồng sản xuất tất cả các sản phẩm của ban nhạc.
Trong 15 năm hoạt động, The Alan Parsons Project phát hành 11 album phòng thu, trong đó nổi bật nhất là các album I Robot (1977) và Eye in the Sky (1982). Hầu hết đó đều là những album chủ đề nói về khoa học viễn tưởng, hiện tượng siêu nhiên, điển tích văn học, các vấn đề xã hội. Những ca khúc nổi tiếng nhất của họ là "I Wouldn't Want to Be Like You", "Games People Play", "Time", "Sirius"/"Eye in the Sky" và  "Don't Answer Me".

## Danh sách đĩa nhạc
- Tales of Mystery and Imagination (1976)
- I Robot (1977)
- Pyramid (1978)
- Eve (1979)
- The Turn of a Friendly Card (1980)
- Eye in the Sky (1982)
- Ammonia Avenue (1984)
- Vulture Culture (1985)
- Stereotomy (1985)
- Gaudi (1987)
- Freudiana (1990 – album soundtrack từ Austrian Original Cast Musical, dự án riêng của Woolfson)
- The Sicilian Defence (2014, thu âm năm 1979)